# Glue (альбом)
| Совокупная оценка    | Совокупная оценка |
| Источник             | Оценка            |
| -------------------- | ----------------- |
| Album of the Year    | 83/100            |
| AnyDecentMusic?      | 7.7/10            |
| Metacritic           | 90/100            |
| Оценки критиков      |                   |
| Источник             | Оценка            |
| Clash                | [ 4 ]             |
| Exclaim!             | [ 5 ]             |
| Gigwise              | [ 6 ]             |
| Kerrang!             | [ 7 ]             |
| The Line of Best Fit | [ 8 ]             |

Glue — третий  студийный альбом британской панк-рок-группы Boston Manor, вышедший 1 мая 2020 года на лейбле Pure Noise Records.

## Об альбоме
5 февраля 2020 года группа Boston Manor анонсировала выход их третьего студийного альбома Glue на 1 мая. Спустя два дня 7 февраля вышел лид-сингл «Everything Is Ordinary».
Glue дебютировал на 97-м месте в британском хит-параде UK Albums Chart.
Альбом получил положительные отзывы музыкальных критиков и интернет-изданий.
Сайт Metacritic да общий рейтинг 90 из 100 на основании пяти рецензий. AnyDecentMusic? оценил его на 7,7 из 10, а сайт Album of the Year выдал диску 83 балла из 100 возможных.

## Список композиций
| №                   | Название                           | Длительность |
| ------------------- | ---------------------------------- | ------------ |
| 1.                  | «Everything Is Ordinary»           | 3:30         |
| 2.                  | «1's & 0's»                        | 3:25         |
| 3.                  | «Plasticine Dreams»                | 4:05         |
| 4.                  | «Terrible Love»                    | 4:05         |
| 5.                  | «On a High Ledge»                  | 3:28         |
| 6.                  | «Only1»                            | 3:50         |
| 7.                  | «You, Me & the Class War»          | 4:05         |
| 8.                  | «Playing God»                      | 4:04         |
| 9.                  | «Brand New Kids»                   | 3:42         |
| 10.                 | «Ratking»                          | 3:25         |
| 11.                 | «Stuck in the Mud»                 | 4:04         |
| 12.                 | «Liquid» (featuring John Floreani) | 3:49         |
| 13.                 | «Monolith»                         | 5:23         |
| Общая длительность: | Общая длительность:                | 50:55        |

## Позиции в чартах
| Чарт (2020)                      | Высшая позиция |
| -------------------------------- | -------------- |
| Великобритания (UK Albums Chart) | 97             |